# Dieter
Pour les articles homonymes, voir Teste.
Dieter (né Didier Teste le 1er juin 1958 à Paris) est un scénariste français de bande dessinée. Il vit actuellement en Bretagne.

## Biographie
Après un début de carrière au ministère de la Défense, Dieter débute dans le scénario en 1985 dans le magazine de Fleurus Triolo. De 1987 à 1989, Il travaille pour Bayard presse, fournissant des histoires à Astrapi, Je bouquine ou encore Okapi, ainsi que pour Milan et ses magazines Mikado (périodique) et Diabolo.
En 1989 sort chez Delcourt le premier volume de Julien Boisvert, que Dieter écrit pour Michel Plessix, avec qui il a déjà travaillé chez Bayard. C'est le début d'une carrière prolifique, qui le conduit à publier jusqu'à 10 albums par an (en 2001) et, au total, soixante et un scénario d'album en vingt deux ans de carrière, soit trois albums par an.

## Œuvres publiées

### Presse
Série Valentine, co-dessinée par Bruno Bazile et Jean-François Miniac dans le mensuel Mikado (périodique), chez Milan presse.
Dieter est le scénariste (ou coscénariste) de ces albums.

### One shots
- La Déesse aux yeux de jade, Milan, 1988
Scénario : Dieter - Dessin : Michel Plessix - Couleurs : Isabelle Rabarot
- Le Retour de la bande à Renaud (récit Dès que le vent soufflera, Delcourt, 1988
Scénario : Dieter - Dessin : Michel Plessix
- Le Griffon : Les Tranche-jarrets, Alpen Publishers, 1992
Scénario : Dieter - Dessin et couleurs : Michel Durand
- Qu’elle crève la charogne !, Vents d'Ouest, 1995
Scénario : Dieter - Dessin et couleurs : Emmanuel Moynot
- Bonne Fête Maman !, Casterman, 1998
Scénario : Dieter - Dessin : Emmanuel Moynot - Couleurs : N&B[1]
- Monsieur Khol[2], Glénat (collection Carrément BD), 2001
Scénario : Dieter - Dessin et couleurs : Emmanuel Moynot
- L’Ankou : Voyage au pays des morts[3], Albin Michel, 2004
Scénario : Dieter - Dessin et couleurs : Stéphane Heurteau

### Comme coloriste
- Confessions d'un Templier T.1 Les Révélations du chevalier, Soleil, 2009
Scénario : Bruno Falba - Dessin : Fabio Bono - Couleurs : Dieter

## Récompenses
- 1993 : Prix des libraires de bande dessinée pour Julien Boisvert t. 3 : Jikuri (avec Michel Plessix)[15]
- 1996 : Prix du jury œcuménique de la bande dessinée pour Julien Boisvert, t. 4 (avec Michel Plessix)[16]
- 2006 : prix Jacques Lob